# مسجد قائم طالخونچه
مسجد قائم طالخونچه مربوط به دوره قاجار است و در شهرستان مبارکه، بخش مرکزی، شهر طالخونچه، خیابان حضرت قائم واقع شده و این اثر در تاریخ ۱۴ اسفند ۱۳۸۵ با شمارهٔ ثبت ۱۷۸۰۸ به‌عنوان یکی از آثار ملی ایران به ثبت رسیده‌است.